# Angulus versicolor
Angulus versicolor is een tweekleppigensoort uit de familie van de Tellinidae. De wetenschappelijke naam van de soort is voor het eerst geldig gepubliceerd in 1843 door De Kay.